# حصار داتو باغلاس
حصار داتو باغلاس في 8 مايو 2021 اقتحم أكثر من 200 متمرد من مناضلو بانغسامورو الإسلاميين في سبيل الحرية بلدة داتو باغلاس في ماغوييندانايو الفلبين، مما أجبر العديد من السكان على إخلاء مساكنهم ومغادرة البلدة. احتل المقاتلون سوق البلدة.

## الاحتلال والحصار
أرسل الجيش الفلبيني قوات من لواء المشاة 601 من فرقة المشاة السادسة إلى داتو باجلاس للتحقق من وجود مناضلو بانغسامورو في البلدية. يقود جسر المشاة 601 الجنرال روي جاليدو. شنوا عملية ضد مناضلو بانغسامورو مساء يوم 7 مايو 2021. رداً على ذلك ، ذهب بانغسامورو لاحتلال سوق داتو العام في حوالي الساعة 4 صباحًا في اليوم التالي حيث اتخذوا مواقع دفاعية. قام الجيش والشرطة بتطويق المنطقة التي احتلها البانغسامورو. سمح الجيش للقادة المحليين بالتفاوض مع المتمردين لتقليل الخسائر إلى الحد الأدنى مع الاستعداد للهجوم في نفس الوقت. شارك عمدة داتو باجلاس أبو بكر باجلاس وهو أيضًا من داتو في المحادثات.
في الساعة 4:30 صباحًا أغلق البانغسامورو طريق داتو باجلاس - تولونان الذي يربط المدينة بتولونان ماجوينداناو باستخدام شاحنة بضائع. كما احتل بعض الأعضاء وحدات سكنية في جواد كالينجا مخصصة للمدنيين، على الرغم من أن البانغسامورو لم تأخذ أي شخص كرهائن.
وبحسب ما ورد غادر البانغسامورو السوق العامة بعد محادثات للمجموعة مع عمدة داتو باغلاس. كانت هناك تقارير متضاربة إذا كانت المفاوضات ناجحة. كان للمحادثات الفضل في منع المواجهة المسلحة تمامًا. وزعم تقرير آخر أن المحادثات انهارت بعد أن فتح أحد أعضاء البانغسامورو النار على أفراد الشرطة الذين تم إرسالهم لضمان سلامة السكان في المنطقة المجاورة، وأنه حوالي الساعة 9 صباحًا شن الجيش الفلبيني هجمات برية وجوية على موقع البانغسامورو. بعد ساعة تمكن الجيش من استعادة السيطرة على السوق العامة.

## بعد العملية
نزح حوالي 5.000 شخص في داتو باغلاس خلال الحادث. كجزء من عمليات التطهير تمكن الجيش من نزع سلاح أربع قنابل بدائية الصنع والتخلص منها بأمان في السوق العامة ومناطق الطرق السريعة الوطنية. أعيد فتح الطريق الوطني الذي يربط ماغوينداناو وكوتاباتو، والذي تم حظره أثناء الاحتلال، للجمهور بحلول ظهر نفس اليوم. لم يتم الإبلاغ عن وقوع إصابات في صفوف المدنيين أو العسكريين، على الرغم من أن روايات سكان داتو باجلاس قالت إن ما لا يقل عن خمسة من أعضاء البانغسامورو أصيبوا بجروح خطيرة بما يكفي لنقلهم من قبل مواطنيهم عندما غادرت المجموعة السوق.
أعلن الجيش أن الوضع في داتو باغلاس قد عاد إلى طبيعته بحلول الساعة 2:00 بعد الظهر.